# ラウル・アルカラ
ラウル・アルカラ（Raúl Alcalá、1964年3月3日 - ）は、メキシコ、モンテレイ出身の元自転車競技（ロードレース）選手。

## 経歴
メキシコ国籍選手として初めてツール・ド・フランスに出場。同レースでは1987年に新人賞を獲得した他、総合10位以内も3回記録した実力派選手であった。
1984年、ロサンゼルスオリンピック・個人ロードレース11位。
1985年、デンティ・バルトロンと契約を結んでプロ転向。 
1986年、セブンイレブンに移籍。ツール・ド・フランス初出場（総合114位）。
1987年、クアーズ・クラシック総合優勝。ツール・ド・フランス新人賞、総合9位。
1988年、ツール・ド・フランス総合20位。
1989年、PDM・コンコルドに移籍。ショーン・ケリー、ヘルトヤン・テュニス、スティーヴン・ロークス、ルディ・ダーネンス、ヘリー・クネットマンらが在籍する錚々たる面々のチームであったが、ツール・ド・フランスでは第3ステージを制し、総合8位に入った。
1990年、ツール・ド・フランス第7ステージを勝利し、総合8位。ツアー・デュポン総合優勝。
1992年、ティレーノ〜アドリアティコ総合3位、セトマナ・カタラナ総合3位、バスク一周総合2位、クラシカ・サンセバスティアン優勝。 ワールドカップシリーズでも最終戦まで総合優勝争いに絡む安定感を見せた。
1993年、ワールドパーフェクトに移籍。ツアー・デュポン総合優勝。
1994年、モトローラに移籍。同年引退。
　引退後は故郷でガソリンスタンドを経営している。